# Franco Benedetti
Franco Benedetti (Faenza, 30 ottobre 1932 – Faenza, 11 novembre 2009) è stato un lottatore italiano.

## Biografia
Nato a Faenza, in provincia di Ravenna, nel 1932, gareggiava nella lotta greco-romana, nelle classi di peso dei 67 kg (pesi leggeri) o 73 (pesi welter).
A 19 anni ha partecipato ai Giochi olimpici di Helsinki 1952, nei 67 kg, vincendo 1º e 3º turno, ma perdendo 2º e 4º, quest'ultimo per mano del cecoslovacco Mikuláš Athanasov, poi bronzo.
Passato ai pesi welter, nel 1953 è stato bronzo ai Mondiali di Napoli, dove ha chiuso sul podio dietro al sovietico Georgy Khatvoryan e all'ungherese Miklós Szilvásy.
A 27 anni ha preso parte di nuovo alle Olimpiadi, quelle di Roma 1960, nei 73 kg, ottenendo una vittoria al 1º turno e due sconfitte nei due turni successivi.

## Palmarès

### Campionati mondiali
- 1 medaglia:
  - 1 bronzo (73 kg a Napoli 1953)